# Callopistria maillardi
Callopistria maillardi là một loài bướm đêm trong họ Noctuidae.

## Hình ảnh

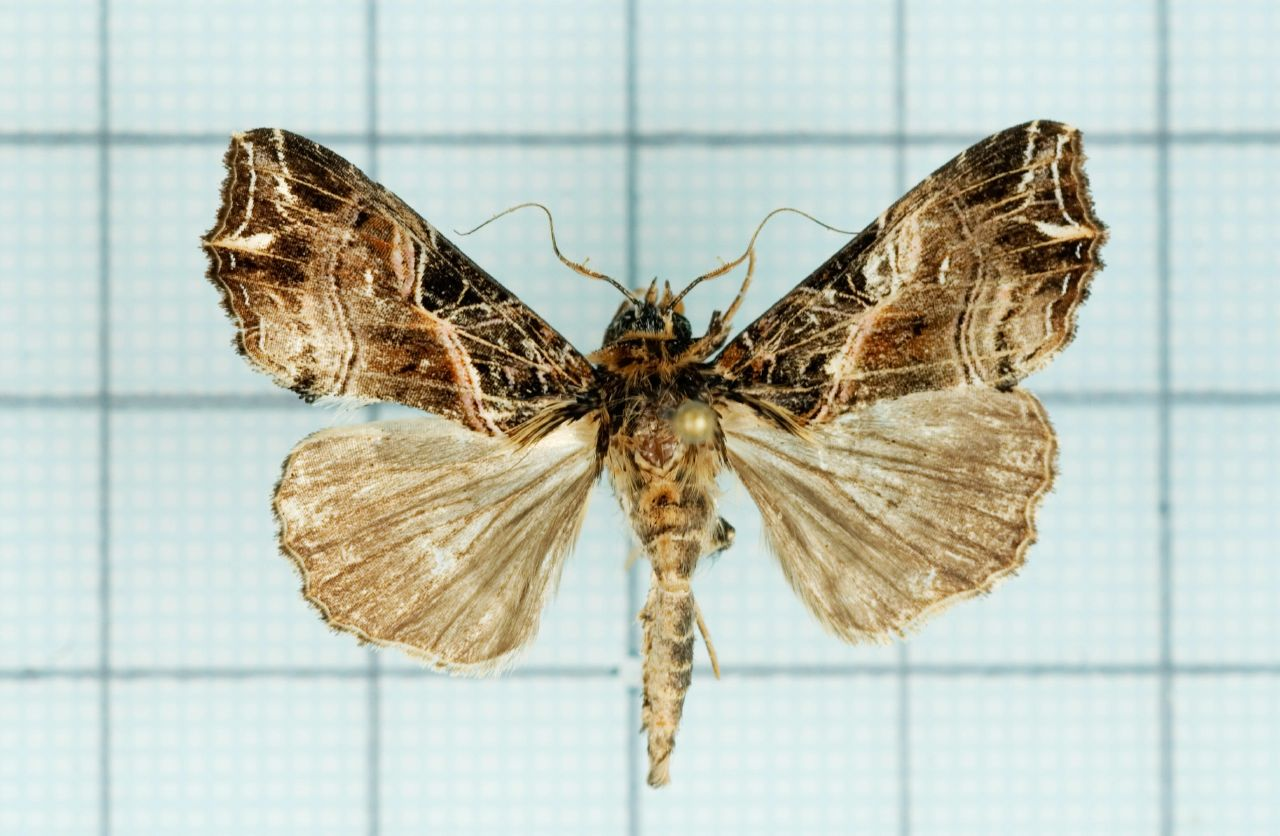
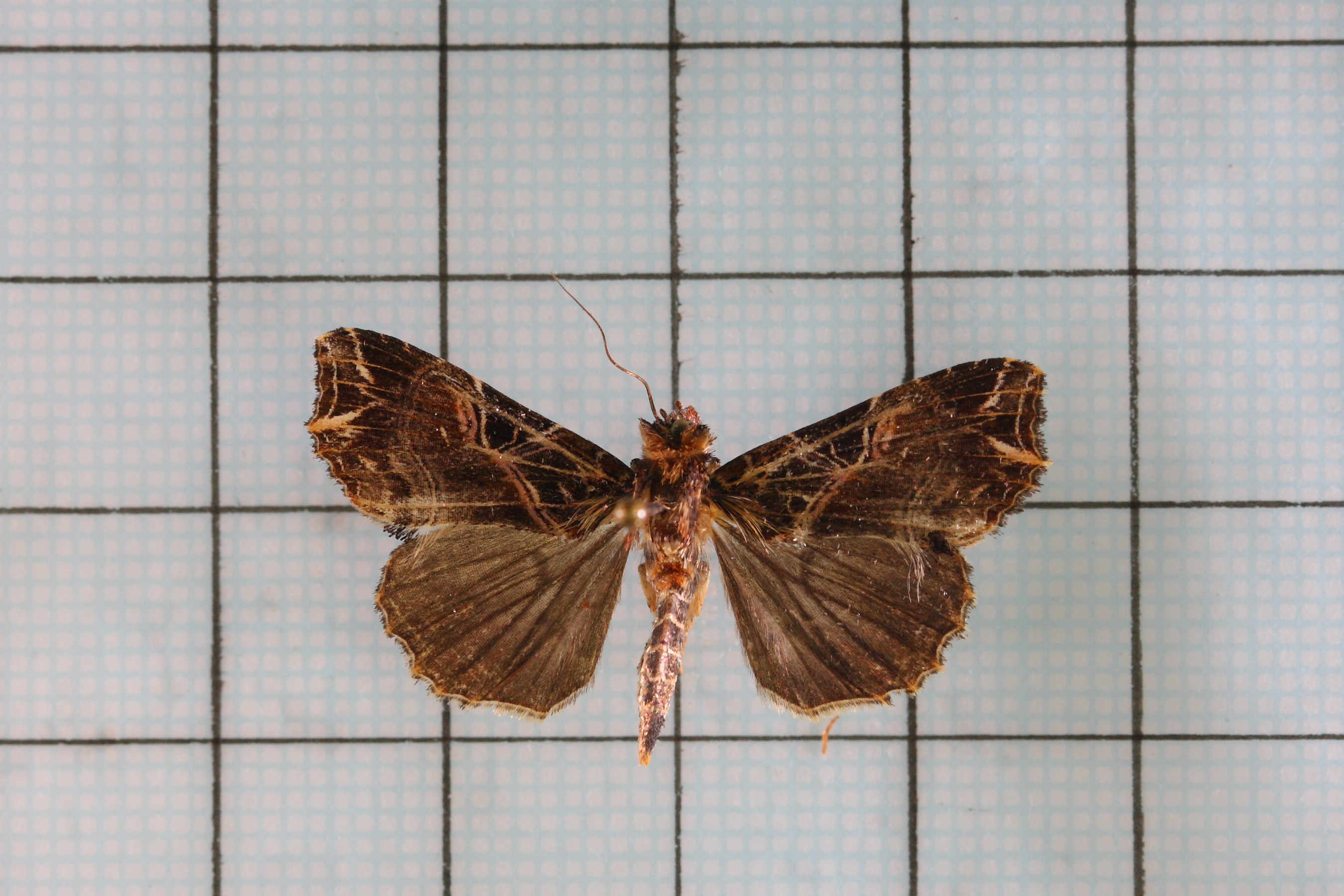